# THE IDOLM@STER MILLION C@STING
『THE IDOLM@STER MILLION C@STING』（アイドルマスター ミリオンキャスティング）は、2023年12月27日からランティスよりリリースされているCDシリーズ。

## 概要
アプリゲーム『アイドルマスター ミリオンライブ! シアターデイズ』のドラマCDシリーズ。「THE@TER ACTIVITIES」から続く、キャスティング選抜企画第4弾。ゲーム内の企画「MILLION C@STING!!!」と連動し、事前に発表されたドラマ内容と配役に、ゲーム内で行われたユーザー投票で1位をとったアイドルが選ばれた。また、2位以下になった中から得票数上位2名が、ドラマパートにゲスト出演することとなった。
まずドラマの選択投票が2022年12月16日の生配信番組内で行われ、キャスティング投票は3作品のキャスト15人を募集する第1回が2023年1月31日から2月28日に、第1回で選出されなかった37人から残り1作品のキャスト5人を募集する第2回が3月11日～31日に行われた。
収録内容はボイスドラマと主題歌およびそのOff Vocalとなっている。
これまでのキャスティング投票企画CDで共通エンディング曲となっていた「DIAMOND DAYS」は収録されていないが、2024年7月31日発売のシアターデイズ7周年記念曲「7Days A Week!!」のCDに各キャスティングver.が収録される。
このCDが初収録となる曲は太字で表記する。

## 01 解夏傀儡
2023年12月27日発売。ドラマ設定は「現代伝記ホラー」。
投票で選ばれたキャストは、姉：真壁瑞希、妹：周防桃子、従姉妹：馬場このみ、医師：四条貴音、少女：中谷育。
収録曲
1. プロローグ
2. 解夏傀儡（げげかいらい）
歌：真壁瑞希（阿部里果）、馬場このみ（高橋ミナミ）、四条貴音（原由実）、周防桃子（渡部恵子）、中谷育（原嶋あかり）
作詞・作曲・編曲：グシミヤギヒデユキ
3. 彼ハ誰ノ彼岸～予兆
出演：咲分綾子［真壁瑞希（阿部里果）］、咲分華子［周防桃子（渡部恵子）］、宗片美穂［馬場このみ（高橋ミナミ）］、石戸命［四条貴音（原由実）］、新わかば［中谷育（原嶋あかり）］、飯田［徳川まつり（諏訪彩花）］、千代［天海春香（中村繪里子）］、村長［蒔村拓哉］、村の人々［合田葵、與那覇拓樹、高畑廉太、松本大輝］
4. 彼ハ誰ノ彼岸～異変
5. 彼ハ誰ノ彼岸～儀式
6. エピローグ
7. 解夏傀儡 (Off Vocal)

## 02 エンダーエンダー
2024年1月31日発売。ドラマ設定は「生き残りゲーム」。
投票で選ばれたキャストは、地味な大学生：北上麗花、ギャンブラー：舞浜歩、フリーター：ロコ、ネット配信者：伊吹翼、富豪：箱崎星梨花。
収録曲
1. プロローグ
2. エンダーエンダー
歌：北上麗花（平山笑美）、舞浜歩（戸田めぐみ）、ロコ（中村温姫）、伊吹翼（Machico）、箱崎星梨花（麻倉もも）
作詞・作曲・編曲：重永亮介
3. エンダー／ゲーム～ゲームスタート
出演：チトセ［北上麗花（平山笑美）］、リイチ［舞浜歩（戸田めぐみ）］、カナエ［ロコ（中村温姫）］、闇桜アビー［伊吹翼（Machico）］、鞠音［箱崎星梨花（麻倉もも）］、参加者A［星井美希（長谷川明子）］、参加者B［ジュリア（愛美）］、参加者たち［善養寺恭平、高野大河、蒔村拓哉、阿保まりあ、伊駒ゆりえ、石井未紗］
4. エンダー／ゲーム～それぞれの思惑
5. エンダー／ゲーム～理不尽かつ最悪
6. エンダー／ゲーム～ラストゲーム
7. エンダーエンダー (Off Vocal)
8. エピローグ

## 03 ミステイク・マーダー!
2024年3月27日発売。ドラマ設定は「逆ミステリー！」。
投票で選ばれたキャストは、犯人（ナース）：田中琴葉、新人ナース（刑事）：春日未来、被害者・1（同僚ナース）：豊川風花、被害者・2（医師）：北沢志保、患者：七尾百合子。
収録曲
1. プロローグ
2. ミステイク・マーダー!
歌：田中琴葉（種田梨沙）、春日未来（山崎はるか）、豊川風花（末柄里恵）、北沢志保（雨宮天）、七尾百合子（伊藤美来）
作詞・作曲・編曲：三好啓太
3. 完全犯罪のお時間です♪～第一の犯行
出演：貴島晴［田中琴葉（種田梨沙）］、刑部明実［春日未来（山崎はるか）］、那須野祥子［豊川風花（末柄里恵）］、有馬朔夜［北沢志保（雨宮天）］、甘田星羅［七尾百合子（伊藤美来）］、西郷一葉［萩原雪歩（浅倉杏美）］、田滝あげは［三浦あずさ（たかはし智秋）］、看護師長［竹内恵美子］、看護師［田中しおり・久遠エリサ・森優子］
4. 完全犯罪のお時間です♪～第二の犯行
5. 完全犯罪のお時間です♪～事件解決
6. エピローグ
7. ミステイク・マーダー! (Off Vocal)

## 04 銀のテーブル木苺ジャム
2024年4月24日発売。ドラマ設定は「悪役?令嬢」。
投票で選ばれたキャストは、令嬢：水瀬伊織、侍女：最上静香、ピュア?令嬢：矢吹可奈、王子：松田亜利沙、公爵：菊地真。
収録曲
1. プロローグ
2. 銀のテーブル木苺（ラズベリー）ジャム
歌：水瀬伊織（釘宮理恵）、最上静香（田所あずさ）、矢吹可奈（木戸衣吹）、松田亜利沙（村川梨衣）、菊地真（平田宏美）
作詞：辻純更、作曲・編曲：半田翼
3. 悪役？令嬢～婚約破棄されたので侍女と幸せになります！　奔放令嬢のサーフィア
出演：サーフィア［水瀬伊織（釘宮理恵）］、ソウヤ［最上静香（田所あずさ）］、アパテット［矢吹可奈（木戸衣吹）］、シトリム［松田亜利沙（村川梨衣）］、トルマン［菊地真（平田宏美）］、パル［白石紬（南早紀）］、シディア［天空橋朋花（小岩井ことり）］、貴族［蒔村拓哉・屋代瑠花］、衛兵［上西哲平・木暮晃石・高野大河］、トルマンの部下［善養寺恭平・桑田直樹］、子供［叶矢りか］
4. 悪役？令嬢～婚約破棄されたので侍女と幸せになります！　王宮での一幕
5. 悪役？令嬢～婚約破棄されたので侍女と幸せになります！　奔放令嬢のプライド
6. 悪役？令嬢～婚約破棄されたので侍女と幸せになります！　真実を露わに
7. 悪役？令嬢～婚約破棄されたので侍女と幸せになります！　大逆転！
8. 銀のテーブル木苺ジャム (Off Vocal)
9. エピローグ